# Albert Marier
Albert Marier (* 5. Januar 1895 in Haverhill/Massachusetts; † 30. Januar 1971 in Montreal) war ein kanadischer Sänger.
Der Sohn eines Journalisten wuchs in Ottawa auf, wo er zu singen begann und Kurse in Musiktheorie nahm und kam um 1914 nach Montreal. Er arbeitete hier siebenunddreißig Jahre lang als Vertreter eines Händlers für Heizungssysteme. Daneben gehörte er zu den ersten Sängern, die im neuen Medium des Rundfunks auftraten.
1928 unterzeichnete er einen Vertrag mit Starr, dem Plattenlabel seines Freundes Roméo Beaudry, der für ihn Titel wie Alouette, n'aie pas peur de moi, Chaque fois qu'on dit je t'aime, À quoi bon, Sur les genoux de ma mère, Si Suzon savait und Ça devait durer toujours schrieb. Mit mehr als 170 Originalaufnahmen zählte Marier zu den profiliertesten Musikern dieser Zeit, der seine Karriere auch während der Großen Depression fortsetzte.
In den 1930er Jahren wurde er Mitglied des Quatuor du Saguenay, eines Ensembles, das sich der Folkmusik widmete. Schließlich beendete er seine Laufbahn als professioneller Musiker und widmete sich ganz seiner Tätigkeit als Handelsvertreter. Später trat er mit dem Chor der Kirche Notre-Dame-de-Grâce und dem Organisten Paul Doyon unter Leitung von Jean-Marie Magnan auf.